# Zinalrothorn
Zinalrothorn är ett 4221 m högt berg i Schweiz. 22 augusti 1864 bestegs berget för första gången.